# Trattamento d'onore
Un trattamento d'onore, o semplicemente trattamento, è un appellativo onorifico utilizzato nella vita sociale nei riguardi di personaggi che presentano un titolo. Viene erroneamente utilizzata la locuzione "predicato d'onore" come sinonimo: in realtà, con predicato si intende una località geografica, che può costituire parte del cognome di tutta la discendenza di chi detiene, o deteneva, un titolo nobiliare.

## Distinzioni
I trattamenti erano stati distinti dai titoli nobiliari veri e propri nell'ultimo Ordinamento dello stato nobiliare italiano (articoli 38 e 39) al pari delle "qualifiche nobiliari". In tale ordinamento, la distinzione tra "titolo" e "trattamento" non è tuttavia specificata, ma sul piano storico-giuridico i due termini si possono distinguere facilmente: il titolo indica una funzione, mentre il trattamento è un appellativo utilizzato nella vita sociale. Questa differenza tra i due piani è visibile e tuttora presente, ad esempio la differenza tra re (funzione pubblica, titolo) e maestà (appellativo onorifico, trattamento), così come tra vescovo (funzione pubblica, titolo) ed eccellenza (appellativo onorifico, trattamento), o anche tra principe (funzione pubblica, titolo) e altezza (appellativo onorifico, trattamento).

## Per i titoli accademici

### Chiarissimo
Viene utilizzato come titolo dei professori universitari ordinari, straordinari, emeriti e onorari, derivato dall'età tardo romana come attributo nobiliare. Talvolta viene utilizzato anche riferendosi a persone illustri. Viene abbreviato in chiar.mo o ch.mo, specialmente nella corrispondenza. Per i soli professori emeriti può essere sostituito da colendissimo (abbreviato in col.o), ma il suo uso ormai è desueto.

### Amplissimo
Viene utilizzato come titolo dei presidi di facoltà universitarie, derivato dall'età romana come attributo riconducibile al rango senatorio. Viene abbreviato anche in ampl.mo, specialmente nella corrispondenza.

### Magnifico
Al giorno d'oggi è assegnato ai rettori delle università.

## Per i titoli ecclesiastici
- Santità, santo padre, beatissimo padre: riferito al pontefice regnante, al pontefice emerito di Roma, ai patriarchi ecumenici ortodossi.
- Eminenza reverendissima, eminentissimo signor cardinale: riferito a un cardinale; l'istruzione Ut sive sollicite della Segreteria di Stato della Santa Sede del 31 marzo 1969 ha però reso opzionale l'aggettivo "reverendissima".[3]
- Altezza eminentissima: riferito al Gran maestro del Sovrano Militare Ordine di san Giovanni di Gerusalemme, di Rodi e di Malta.
- Beatitudine: riferito a un patriarca orientale o a un arcivescovo maggiore delle Chiese orientali.[4]
- Eccellenza reverendissima: riferito a un arcivescovo o un vescovo; l'istruzione Ut sive sollicite della Segreteria di Stato della Santa Sede del 31 marzo 1969, ha però reso opzionale l'aggettivo "reverendissima" e ha confermato il titolo di "eccellenza" per i vescovi, per il decano del Tribunale della Rota Romana, per il segretario del Supremo Tribunale della Segnatura Apostolica e per il vicecamerlengo.[3]
- Reverendissimo monsignore, che spetta ai seguenti ecclesiastici:[3]
  - gli officiali superiori dei dicasteri della Curia romana;
  - gli uditori della Sacra Romana Rota;
  - il promotore generale di giustizia e il difensore del vincolo del Supremo tribunale della Segnatura Apostolica;
  - i protonotari apostolici de numero;
  - i chierici della Camera Apostolica;
  - i prelati dell'Anticamera pontificia.
- Reverendissimo padre: per un abate e per i superiori generali degli ordini religiosi, eccettuati i carmelitani.
- Molto reverendo (abbreviato in M.R.), riservato:
  - ai superiori generali dei carmelitani, ai prepositi provinciali dei Chierici regolari di Somasca.
  - ai canonici, ai vicari foranei, agli arcipreti;
  - ai priori, ai rettori, ai padri guardiani o ai superiori dei conventi;
  - ai parroci.
- Reverendo: riservato ai protonotari apostolici supra numerum, che godono del trattamento di reverendo monsignore;[3] ed ai sacerdoti e diaconi non qualificati.
- Reverendo padre: riferito a un frate, se presbitero regolare.

### Eminenza
Il titolo è riservato esclusivamente ai cardinali della Chiesa cattolica, in qualità di principi della Chiesa, ed è valido anche per quelli appartenenti alla Chiesa orientale. Inoltre spettava anche agli arcivescovi di Magonza, Treviri e Colonia in quanto elettori del Sacro Romano Impero.
Dal 1607 il gran maestro dei cavalieri di Malta, in quanto capo di stato e sovrano dell'ordine, ha un grado ecclesiastico equiparato a quello cardinalizio ed è considerato principe sovrano, e dunque gode del titolo di sua altezza eminentissima.

### Reverenza
Ci si riferisce così a una badessa o priora di un monastero di clausura.

### Carità
Il titolo è riservato a una qualsiasi monaca di clausura.

### Santità
Derivato dal latino sanctitas, originariamente veniva utilizzato per tutti i vescovi ma dal VII secolo il titolo venne riservato al papa, ai patriarchi e ad altri ruoli particolari; dal XIV secolo, e ancora oggi, viene utilizzato esclusivamente per il papa e per il "romano pontefice emerito", ovvero il vescovo di Roma che ha rinunciato al ministero petrino. La Chiesa ortodossa copta in realtà utilizza la stessa definizione per il suo papa. Si può usare anche l'appellativo "beatissimo padre".
Fra gli sciiti, particolarmente nella corrente ismailita, il titolo è attribuito anche al Da'i al-Mutlaq, loro massima autorità.
Il dalai lama, massimo vertice del buddhismo tibetano, riceve la stessa dicitura nel mondo occidentale, come anche il sakya trizin, capo del ramo Sakya.

### Eccellenza
Benché anticamente l'appellativo fosse utilizzato per gli imperatori e i monarchi, passò in breve a designare i suoi principali funzionari, tanto che a lungo con questo nome si designarono i ministri di alcuni Stati. Oggi spetta ai vescovi della Chiesa cattolica, mentre per il diritto internazionale si usa per gli ambasciatori nei paesi in cui sono accreditati. Viene tuttora utilizzato anche per i gradi massimi di numerosi Ordini Cavallereschi dinastici o statali, oltre che per i prefetti in sede.

### Dom
Dom, dal latino dominus, è il trattamento riservato agli abati benedettini, trappisti, certosini e comunque agli abati in genere, e dei superiori di comunità religiose.

## Per i titoli nobiliari

### Don
Dal latino dominus, Don è presente anche nella lingua francese, inglese, tedesca, spagnola e sarda; esiste anche nella versione di donno (giudicati) e di dom (portoghese e brasiliano).
L'ultimo "Ordinamento dello stato nobiliare italiano" attribuisce questo trattamento a tutti i componenti delle seguenti famiglie:
- famiglie dei principi, dei duchi o dei marchesi di baldacchino;
- famiglie sarde che godono insieme del cavalierato ereditario e della nobiltà;
- famiglie dell'attuale Lombardia la cui nobiltà fu riconosciuta prima del 1796 in base alle disposizioni emanate dall'imperatrice Maria Teresa per la revisione nobiliare delle terre di Lombardia austriaca o confermata dopo il 1814 con sovrana risoluzione quale era stata goduta prima del 1796 o che si trovino nelle medesime condizioni anche in assenza di riconoscimento formale;
- famiglie che godevano di tale trattamento nel Ducato di Milano prima del 1714, per quei territori allora passati sotto casa Savoia[8];
- famiglie che ne hanno ottenuto speciale concessione.

Attualmente questo appellativo è usato generalmente solo in alcuni casi per le grandi famiglie e ordinariamente per le famiglie sarde, mentre molto più raramente per le famiglie lombarde; inoltre, si usa per legge per i chierici della chiesa cattolica. Viene anche utilizzato nei gradi massimi del Sacro Militare Ordine Costantiniano di San Giorgio, nel Sovrano Militare Ordine di Malta, e per i cittadini spagnoli decorati degli ordini civili e militari del Regno di Spagna. Anticamente era anche un titolo che spettava ai principi e ai regnanti in genere.
Nella lingua parlata dell'ex Regno delle Due Sicilie, "don" è l'appellativo generico che viene dato a tutti i notabili in mancanza di titoli più specifici. In particolare, viene usato per tutti coloro che detengono un titolo cavalleresco di qualsiasi ordine. 

#### Donna
Femminile di don, dal latino domina.
Appellativo onorifico corrispondente al portoghese e brasiliano dona e allo spagnolo doña.
Nella lingua parlata dell'ex Regno delle due Sicilie, viene usato tuttora come titolo d'onore per tutte le Dame d'Onore (versione femminile del titolo cavalleresco) e più in generale per tutte le persone notabili femminili. Tuttavia il suo largo uso è passato ad indicare in italiano, come nome comune e non più titolo d'onore, il femminile di "uomini" (mettendo il gentil sesso ad un gradino superiore rispetto agli "uguali").

### Magnifico
Il titolo veniva utilizzato durante il Medioevo genericamente per i principi e i signori locali (particolarmente usato nella nobiltà genovese). In età moderna, nel Regno di Napoli, fu attribuito ai nobili e notabili di entrambi i sessi.

### Per i nobili e titolati
Per i nobili e i titolati, esiste convenzionalmente una titolazione di cortesia che viene perlopiù utilizzata nei documenti ufficiali, nei proclami, negli inviti e nelle lettere. Essa è distinta a seconda del rango come segue:
- imperatore / imperatrice: sua/vostra maestà imperiale
- re / regina: sua/vostra maestà (reale)
- principe: 
  - gran principe/gran principessa: sua/vostra altezza imperiale (utilizzato in Russia)
  - principe/principessa imperiale: sua/vostra altezza imperiale e reale (usato in Germania, Austria, Sacro Romano Impero, Brasile e altri paesi)
  - principe/principessa reale: sua/vostra altezza reale (usato perlopiù in Inghilterra per distinguere i figli di un monarca) e per i membri ereditari di case reali ex regnanti.
  - principe/principessa: sua/vostra altezza serenissima, se è regnante (come nel caso del Principato di Monaco o del Principato del Liechtenstein)
  - principe-elettore: sua/vostra altezza serenissima
  - infante / infanta: sua/vostra altezza reale (usato in Spagna, Portogallo, Francia e Inghilterra per i figli di un monarca)
  - delfino: sua/vostra altezza reale (usato in Francia per il primogenito del re)
- arciduca / arciduchessa: sua/vostra altezza imperiale (usato in Austria e Russia)
- granduca / granduchessa: sua/vostra altezza reale, se è regnante (come nel caso del granducato del Lussemburgo) ha il trattamento di sua/vostra altezza serenissima
- duca / duchessa: sua/vostra altezza se membro di una famiglia reale; in caso contrario utilizza il trattamento di sua/vostra eccellenza/grazia/illustre o illustrissimo o il trattamento di "altezza"[10]
- marchese / marchesa: sua/vostra grazia/eccellenza/illustre
- conte / contessa: sua/vostra grazia/eccellenza/egregio/signoria
- visconte / viscontessa: sua/vostra grazia/eccellenza/egregio
- barone / baronessa: sua/vostra grazia/signoria
- baronetto / baronetta: sua/vostra signoria per il figlio di un barone, mentre nel Regno Unito viene preferito sir
- nobile / nobil dama: sua/vostra signoria
- cavaliere / dama: cavaliere in Italia, sir in Inghilterra, chevalier in Francia; in Spagna in caso di particolari concessioni ai singoli ordini può essere usato illustre señor don, mentre per i cavalieri di Malta si usa illustrísimo señor don

## Per i ruoli istituzionali
(Leonardo Sciascia, L’«affaire» Moro, Milano, Adelphi, 1994, p. 133)
Il termine “onorevole” riferito a un eletto nelle assemblee rappresentative italiane non è mai stato istituito, e proviene da una consolidata prassi, iniziata nel 1848 alla Camera subalpina in analogia con la medesima prassi vigente alla Camera dei comuni inglese. Dopo un tentativo di abolizione durante il ventennio fascista, l’appellativo tornò a essere utilizzato nell'immediato dopoguerra, venendo poi esteso, dai deputati (“onorevole deputato” o, nell’uso comune, onorevole) e senatori (“onorevole senatore” o, nell’uso comune, senatore) cui storicamente si riferiva, anche ai consiglieri regionali. Il termine è usato anche nei confronti degli eletti dell'Europarlamento. È usato anche nei confronti dei consiglieri comunali di Roma.

## Illustrissimo
Anche se non riferito a nessun merito particolare, viene utilizzato nelle missive, molte volte semplificato nella forma ill.mo, come appellativo rispettoso.